# Атлантик-Сіті (фільм, 1980)
«Атлантік-Сіті» (англ. Atlantic City) — кримінальна мелодрама 1980 року режисера  Луї Маля. Остання велика роль в кіно американського актора Берта Ланкастера.

## Сюжет
Саллі Метьюз (Сюзен Серендон) працює в барі ресторану Атлантік-Сіті, відвідує курси для круп'є, вивчає французьку мову і мріє про роботу в казино у Монте-Карло. Та несподівано повертається Дейв Метьюз (Роберт Джой), її колишній чоловік, за якого вона вийшла заміж тільки для того, щоб втекти з провінційного Саскачевану. Йому вдалося вкрасти пакет з наркотиками й він мріє розбагатіти. Однак, що про це думають гангстери з наркомафії ...

## Ролі виконують
- Берт Ланкастер — Лу Паскаль
- Сюзен Серендон — Саллі Метьюз
- Роберт Джой — Дейв Метьюз
- Кейт Рейд[en] — Грейс Пінза
- Мішель Пікколі — Джозеф

## Навколо фільму
- У фільмі персонажі розплачуються 1000 доларовими банкнотами. У 1969 році за наказом президента Річарда Ніксона Федеральна резервна система почала усувати з обігу банкноти великих номіналів. Тепер через їх рідкість вони коштують набагато більше, ніж їх номінальна вартість.
- Фільм увійшов до довідкової книги —  «1001 фільмів, які ви повинні переглянути перед тим, як померти[en]» під редакцією Стівена Джей Шнайдера з оригінальними есе про кожний фільм, яку створили більше ніж 70 кінокритиків.

## Нагороди
- 1980 — Нагорода Венеційського кінофестивалю:
  - Премія «Золотий лев» за найкращий фільм — Луї Маль, (разом з Джоном Кассаветісом, «Глорія»)
- 1981 — Премія BAFTA, Британської академії телебачення та кіномистецтва:
  - Премія БАФТА за найкращу режисерську роботу — Луї Маль
  - за найкращу головну чоловічу роль[en] — Берт Ланкастер
- 1981 — Премія «Геній» (Prix Génie, Канада):
  - за найкращу гру іноземній акторці[en] — Сюзен Серендон
  - за найкращу гру акторки у ролі другого плану[fr] — Кейт Рід[fr]
- 1981 — Премія Давид ді Донателло:
  - найкращому іноземному акторові — Берт Ланкастер
- 1981 — Премія Спільноти кінокритиків Нью-Йорка:
  - найкращому акторові[en] — Берт Ланкастер
  -  за найкращий сценарій[en] — Джон Гарі
  - 2-ге місце серед найкращих режисерів — Луї Маль
  - 3-тє місце серед найкращих фільмів
- 1981 — Премія Асоціації кінокритиків Лос-Анджелеса:
  - за найкращий фільм
  - найкращому акторові — Берт Ланкастер
  - за найкращий сценарій — Джон Гарі
  - приз нового покоління (New Generation Award) — Джон Гарі
- 1981 — Премія Спілки кінокритиків Бостона:
  - найкращому акторові (Boston Society of Film Critics Award for Best Actor[en]) — Берт Ланкастер
- 1981 — Нагорода Товариства кінокритиків Канзас-Сіті (Kansas City Film Critics Circle Awards):  
  - найкращій акторці — Сюзен Серендон
  - найкращому акторові — Берт Ланкастер
- 1981 — Премія Національної ради кінокритиків США:
  - 10 найкращих фільмів (National Board of Review: Top Ten Films[en]) — N 2
- 1982 — Премія Національної ради кінокритиків США:
  - за найкращий фільм
  - найкращому акторові — Берт Ланкастер
  - найкращому режисерові — Луї Маль
  - за найкращий сценарій — Джон Гарі
- 1982 — Премія Сан Жорді:
  - за найкращий іноземний фільм — Луї Маль
- 1982 — Премія «Срібні кадри»:
  - за найкращий іноземний фільм — Луї Маль, разом з Біллі Вайлдером за фільм «Федора», (Fedora, 1978)
  - за найкращу гру в іноземному фільмі — Берт Ланкастер
- 2003 — Національна рада США зі збереження фільмів (National Film Preservation Board[en]) внесла кінострічку до Національного реєстру фільмів США